# Comitatul Winnebago, Wisconsin
Comitatul Winnebago este situat  în statul Wisconsin din Statele Unite. Sediul acestuia este Oshkosh. Conform recensământului din anul 2000, populația sa a fost 156.763 de locuitori.

## Geografie
Potrivit Biroului Recensământului SUA, comitatul are o suprafață totală de  579 mile² (1.500 km²) din care 439 mile² (1.137 km²) este uscat și 140 mile² (363 km²)(24,21%) este apă.

### Comitate învecinate
- Waupaca - nord-vest
- Outagamie - nord-est
- Calumet - est
- Fond du Lac - sud
- Green Lake - sud-vest
- Waushara - vest

### Drumuri importante
| - U.S. Highway 41 - U.S. Highway 45 - U.S. Highway 10 - Wisconsin Highway 21 - Wisconsin Highway 26 - Wisconsin Highway 44 | - Wisconsin Highway 47 - Wisconsin Highway 76 - Wisconsin Highway 91 - Wisconsin Highway 114 - Wisconsin Highway 116 - Wisconsin Highway 441 |

### Orașe, sate și orășele
| - Algoma - Appleton - Black Wolf - Clayton - Menasha (orășel) - Menasha - Neenah (orășel) - Neenah - Nekimi - Nepeuskun - Omro (orășel) | - Omro - Oshkosh (orășel) - Oshkosh - Poygan - Rushford - Utica - Vinland - Winchester - Winneconne (orășel) - Winneconne - Wolf River |

### Comunități fără personalitate juridică
- Butte des Morts
- Eureka
- Larsen
- Pickett
- Metz (parțial)
- Mikesville
- Minden
- Waukau
- Winchester
- Winnebago

## Demografie
|  | Graficele sunt indisponibile din cauza unor probleme tehnice. Mai multe informații se găsesc la Phabricator și la wiki-ul MediaWiki. |

Date: Wikidata - grafică realizată de Wikipedia